# Lough Ennell SAC
Lough Ennell SAC este o arie protejată (sit de importanță comunitară — SCI) din Irlanda întinsă pe o suprafață de 1.719,63 ha, integral pe uscat.

## Localizare
Centrul sitului Lough Ennell SAC este situat la coordonatele 53°28′02″N 7°24′14″W / 53.467332°N 7.403824°V.

## Înființare
Situl Lough Ennell SAC a fost declarat sit de importanță comunitară în mai 1998 pentru a proteja 8 specii de animale.

## Biodiversitate
Situată în ecoregiunea atlantică, aria protejată conține 3 habitate naturale: Ape puternic oligomezotrofe cu vegetație bentonică cu Chara spp., Ape puternic oligomezotrofe cu vegetație bentonică cu Chara spp., Mlaștini alcaline.
La baza desemnării sitului se află mai multe specii protejate:
- păsări (6): Anser albifrons flavirostris, rață-cu-cap-castaniu (Aythya ferina), rața moțată (Aythya fuligula), lebădă de vară (Cygnus olor), lișiță (Fulica atra), chiră de baltă (Sterna hirundo)
- mamifere (1): vidră de râu (Lutra lutra)
- pești (1): cicar (Lampetra planeri)

Pe lângă speciile protejate, pe teritoriul sitului au mai fost identificate 2 specii de plante, 1 specie de păsări, 3 specii de nevertebrate, 1 specie de pești.